# جان روبرت أرغند
جون روبرت أرغند (بالفرنسية: Jean-Robert Argand)‏ هو عالم رياضيات هاو غير محترف لمهنة الرياضيات.
في عام 1806، بينما كان أرغند يعمل في مكتبة في باريس، نشر فكرة القراءة الهندسية للأعداد العقدية والمعروفة باسم المستوى العقدي. عرف أرغند أيضا لكونه أول من قدم برهانا صلبا على المبرهنة الأساسية في الجبر.